# Kirby's Star Stacker
Kirby's Star Stacker è un videogioco rompicapo del 1997 sviluppato dalla HAL Laboratory per Game Boy. Si tratta del primo videogioco puzzle della serie Kirby a non essere un clone di un titolo esistente.
Ne è stato tratto un remake per Super Famicom in Giappone dal titolo Kirby no Kirakira Kizzu (a volte tradotto come Kirby's Sparkling Kids). La versione in inglese di Kirby's Star Stacker è anche conosciuta con lo stesso titolo. Questa versione del gioco è stata pubblicata per virtual console Wii Virtual Console nel 2010.